# Georg Reiter
Georg Reiter (* 24. Dezember 1986 in Linz) ist ein österreichischer Judoka. Er trägt den 1. Dan.

## Biografie
Er kämpfte für den UJZ Mühlviertel in der Ersten Judo Bundesliga.  Er war beim Heeresleistungssportzentrum angestellt. 2018 beendete er seine Karriere. Derzeit trainiert er die Erste Judo-Bundesligamannschaft des UJZ Mühlviertel.

## Privates
Sein Vater ist der ehemalige Olympiadritte Josef Reiter. Reiter heiratete Tina Zeltner 2023. Zusammen haben sie ein Kind.

## Erfolge (Auswahl)
Folgende Erfolge konnte Reiter erreichen:
- 1. Rang PJC World Cup Miami 2012
- 1. Rang European Cup Sarajevo 2012
- 2. Rang Militärweltmeisterschaften 2010
- 2. Rang EJU Swedish Open Borås 2009
- 5. Rang World Cup Lisbon Lissabon 2010
- 1. Rang österreichischer Meister (2008, 2009, 2012, 2013, 2015)